# Android 14
Android 14 este o lansare majoră a sistemului de operare Android, care a fost anunțată la Developer Preview pe 8 februarie 2023, apoi în Developer Preview 2, care a fost lansat pentru dezvoltatori pe 8 martie 2023. Prima versiune beta a Android 14 a fost lansată pentru testerii beta pe 12 aprilie 2023. Beta 2 a fost lansat pe 10 mai 2023. Android 14 Beta 3 a atins stabilitatea platformei pe 7 iunie 2023. Beta 4 a fost lansat pe 11 iulie 2023. Beta 4.1 a fost lansat pe 26 iulie 2023. Beta 5 a fost lansat pe 10 august 2023. Android 14 s-a lansat oficial pe 4 octombrie 2023